# 卡爾瓦馬約區
卡爾瓦馬約區（西班牙語：Distrito de Carhuamayo），是秘魯的一個區，位於該國中部胡寧大區的胡寧省，始建於1572年，面積219.68平方公里，海拔高度4,146米，2005年人口8,061，人口密度每平方公里37人。